# 香港經濟貿易辦事處首爾辦公室
香港經濟貿易辦事處首爾辦公室（英語：Hong Kong Economic and Trade Office's Consultant Office in Seoul；韩语：／），中華人民共和國香港特別行政區政府在大韓民國首爾特別市設立代表處。 成立於2003年3月，位於首爾特別市江南區。它是香港特別行政區政府駐韓國的官方機構，作為香港駐東京經濟貿易辦事處附屬諮詢辦公室運作。
辦事處促進與香港的雙邊貿易和投資，向商界和促進機構通報香港的重要發展，在有關國家組織正式訪問，研討會和聯絡活動，為希望尋求業務的上述國家的投資者提供便利以香港為營運樞紐，在香港和中國大陸的商機。 辦事處推動韓國與香港在經貿，投資，旅遊，文化交流等各領域的相互合作。進入2010年代，香港與韓國的貿易增加，香港立法會在2018年7月17日舉行的工商事務委員會會議上建議香港政府在韓國首爾設立香港經濟貿易辦事處。

## 外部連結
- 香港駐東京經濟貿易辦事處 （页面存档备份，存于） （英文）
- 香港經濟貿易辦事處首爾辦公室的Facebook專頁
- 香港經濟貿易辦事處首爾辦公室的Instagram帳戶